# 開発国民革命運動
開発国民革命運動（フランス語: Mouvement révolutionnaire national pour le développement, MRND）は、かつてルワンダ共和国に存在したフツの政党である。1975年にジュベナール・ハビャリマナ大統領によって創設され、1975年から1994年まで与党の政党であった。1978年憲法では唯一の政党と定められた。1990年にルワンダ愛国戦線の侵攻が始まると、この党は政府に批判的なツチの新聞であるカングカを真似てカングラを創刊し、ツチに対する誹謗や中傷を行った。1991年6月の憲法改正で複数政党制に戻され、1991年7月以降は民主主義・開発国民共和運動（フランス語: Mouvement républicain national pour la démocratie et le développement, MRNDD）に改称された。
1994年4月6日に、大統領の搭乗する航空機が撃墜されてハビャリマナが暗殺されると、党中央部は配下の民兵組織であるインテラハムウェにツチと穏健派フツ殺害の指示を下し、この日からおよそ100日間続くルワンダ虐殺へと突入することとなった。ルワンダがポール・カガメ率いるツチの反政府組織であるルワンダ愛国戦線に制圧されると、開発国民革命運動は権力を奪われ、政党自体を非合法化された。
なお、ルワンダ虐殺においてより大きな役割を果たした共和国防衛同盟は、ハビャリマナ大統領の穏健な路線に反発した開発国民革命運動内のフツ過激派によって結成された党である。

## イデオロギー
ハビャリマナは比較的穏健派と言われているが、彼（とその政権）はプロパガンダ手法を用い、ツチ族を民族的に差別していたと言われている（前任者ほど極端ではなかったが）。また、同党及びハビャリマナは反共産主義者であった。

## 脚註
1. 1 2  武内進一「アカズ人名録」『アジア経済』48巻9号、pp.51-57, 2007年